# L'Arielle
 (décembre 2015).
Si vous disposez d'ouvrages ou d'articles de référence ou si vous connaissez des sites web de qualité traitant du thème abordé ici, merci de compléter l'article en donnant les références utiles à sa vérifiabilité et en les liant à la section « Notes et références ».
L'Arielle, construite en 1935 au chantier Jouët de Sartrouville en banlieue parisienne, est une vedette à moteur de 13 m de long.
Ce bateau est célèbre pour avoir réalisé, en 1936, la première traversée de l'Océan Atlantique en solitaire au moteur, conduit par le peintre et navigateur Marin-Marie.

## Caractéristiques techniques
Construite en double bordé croisé (technique utilisée par le chantier Jouet pour les canots de sauvetage tous temps), très robuste, L'Arielle mesure 13 m de long et dispose d'une réserve de stabilité grâce à un arrière large, à tableau. Son avant est défendu par un pavois largement relevé et une hiloire. La timonerie est robuste, avec une face avant inclinée, équipée de vitres épaisses. Sur l'arrière, le cockpit est très petit et auto-videur, avec des dalots de gros diamètre.
Un mât très court permet éventuellement de gréer un foc et une voile aurique comme propulsion de secours, il sert surtout à l'antenne de l'émetteur radio.
Le moteur est un 4 cylindres diesel Baudouin, qui se révélera très fiable. Marin-Marie, qui est avant tout un amoureux de la voile s'obligera à faire un stage chez le constructeur, sous la direction de l'ingénieur Bochet. Il embarquera une quantité de pièces détachées de rechange mais ne rencontrera que peu de problèmes mécaniques. En régime économique de croisière, il tourne à 660 tr/min donnant 10 nœuds et 11,7 nœuds à fond.
Le problème de l'autonomie est assez facilement résolu : L'Arielle, qui pèse 17 tonnes, peut embarquer plus de 5 000 litres de mazout, répartis dans plusieurs réservoirs disposés de façon à conserver une bonne assiette au bateau au fur et à mesure de l'allègement. Lors de l'arrivée à Chausey, il restera plus d'un tiers de carburant inutilisé dans les réservoirs.
Le principal problème est de conserver le cap pendant les périodes de repos du navigateur, ce qui est beaucoup plus difficile avec un bateau à moteur qu'avec le voilier Winibelle II avec lequel Marin-Marie a traversé l'Atlantique d'est en ouest en 1933. Ce type de voilier à quille longue est en effet très stable sur sa route, sauf au vent arrière où Marin-Marie avait imaginé un système de trinquettes jumelles reliées au gouvernail qui maintenait parfaitement le cap une fois réglées.
L'Arielle est donc équipée de deux safrans de gouvernail : le premier, relié à la barre à roue, est monté classiquement dans le prolongement de la quille, derrière l'hélice et le second, plus petit sur le tableau arrière est destiné au pilote automatique, élément clé de la réussite de l'entreprise.

## Pilotes automatiques
C'est l'élément le plus innovant de l'entreprise. À l'époque, les pilotes automatiques pour les petites embarcations n'existent quasiment pas sur les bateaux de plaisance mais sont couramment utilisés pour les courses de voiliers modèles réduits (qui ne disposent pas encore de radio-commande) ; Marin-Marie (et après lui Chichester) ira chercher l'inspiration de ce côté là. Sur le toit de la timonerie est placée une girouette comprenant deux panneaux rectangulaires d'environ 1 m2 disposés en V sur un axe vertical et un contrepoids réglable. Cette girouette entraîne, via une transmission mécanique les drosses du gouvernail auxiliaire.
Ce système, que l'on retrouvera plus tard sur des voiliers comme celui de Blondie Hasler, fonctionne bien mais uniquement quand le vent est suffisant. Il est inopérant par calme plat ou brise faible.
Alors qu'il est à New-York en train de préparer sa traversée, Marin-Marie est contacté par un inventeur français, M. Casel, qui lui offre d'installer gratuitement un pilote automatique électrique de son invention.
Ce pilote automatique exploite des cellules photoélectriques captant, via un système de lampes et de miroirs, les écarts d'un compas magnétique et pilotant un moteur électrique via un système de relais. Des lampes témoins blanches, rouges et vertes avertissent le navigateur des écarts de route. Les pilotes automatiques modernes fonctionnent d'ailleurs quasiment sur les mêmes principes, même s'ils utilisent un système de compas Flux-gate au lieu du système optique de Casel.
Le système s’avérera bon dans son principe mais moins dans sa réalisation : son constructeur n'a pas mesuré les problèmes d'humidité, de vibrations et de chocs qu'engendre la navigation en haute mer sur un petit bateau et même s'il rendra de bons services au début de la traversée, il rendra l'âme avant la fin après avoir contraint Marin-Marie à beaucoup de bricolages délicats.

## Traversée
L'Arielle a été transportée à New-York, en pontée sur le paquebot Champlain, de la Compagnie générale transatlantique (pour laquelle Marin Marie est consultant en design). Marin-Marie appareille le 23 juillet 1936 pour une traversée qui durera vingt jours et le mènera tout d'abord dans son île favorite de Chausey où il invitera Louis Renault à visiter son bateau avant de repartir pour Le Havre, puis Paris où un accueil triomphal lui sera réservé. 
La traversée se fera sans évènements graves mais sera émaillée de quelques incidents : bancs de brume persistants au large de Terre-Neuve, gros temps en fin de traversée que L'Arielle étalera sans problème, soucis avec le fragile pilote automatique Casel.
Seul incident vraiment sérieux : à peine sorti de New-York, Marin-Marie croise de trop près le transatlantique Berengaria (ex Imperator allemand). L'énorme vague d'étrave roule L'Arielle sur le côté, lui fait embarquer beaucoup d'eau par la porte de la timonerie restée ouverte et noie le circuit électrique mal protégé.
Le moteur fonctionnera, nuit et jour, sans soucis, nécessitant seulement une maintenance de routine.
Seule alerte, ayant volontairement stoppé l'engin pour une séquence de maintenance au milieu de l'Atlantique, Marin-Marie s'aperçoit au moment de redémarrer qu'il semble bloqué. En fait le moteur n'est pas en cause, il s'agit d'un souci mineur sur l'inverseur de marche dont les crabots de marche avant et arrière se sont enclenchés simultanément.
Un mystère parasitera l'esprit du skipper durant toute la traversée : la disparition des vingt demi-bouteilles de bordeaux embarquées à New-York. Après une transat à l'eau claire au cours de laquelle il fouillera (croit-il) tous les recoins du bord, les bouteilles seront finalement retrouvées dans le caisson du pilote automatique où l'inventeur Casel les avait rangées par inadvertance.
Marin Marie tirera de ses traversées un livre publié d'abord en anglais sous le titre Wind Aloft Wind Alow puis en français (sous le titre Vent dessous vent dedans).